# Хотьково
Хотько́во — город в Московской области России. Входит в Сергиево-Посадский городской округ.
Население — 20 468 чел. (2024).
Расположен на реке Паже (приток Вори), в 60 км к северо-востоку от Москвы и в 14 км к юго-западу от Сергиева Посада, железнодорожная станция на линии Москва — Ярославль.
Преобладает умеренно континентальный климат. Среднегодовое количество осадков — 730 мм.

## Этимология
Образован в 1949 году из слободы при Покровском Хотьковом монастыре (известен с 1308 г.) и посёлка при станции Хотьково (открыта в 1862 г.). Е. М. Поспелов писал, что название происходит от личного имени Хотко, производного от Хотимир или какого-либо другого некалендарного имени с основой Хот-. Г. П. Смолицкая писала, что соотнесение топонима Хотьково с личным именем Хотько (от Хотимир) неубедительно, поскольку ни одно из них не известно в русских источниках; она не исключает версии о связи названия с глаголом «хотеть»: основа «хоть (хот)» — часто встречается в топонимии, особенно в названиях небольших луговых речек: Хотежка, Хотемка, Хотынец, Хотымль и другие; вероятно, эти речки получили названия по сильнодействующим возбуждающим прибрежным травам и цветам.

## История
Начало Хотькову положил Покровский Хотьков монастырь, первое упоминание о котором относится к 1308 году. В 1862 году в Хотьково открылась железнодорожная станция. До 1921 года входило в состав Дмитровского уезда. Бывший центр Хотьковской волости. Пристанционный посёлок в 1939 был преобразован в рабочий. Хотьково имеет статус города с 1949 года.
Кроме ансамбля монастыря — храм Святителя Алексия (1850-е, арх. И. Е. Сафонов). Музей народных ремёсел. Близ города — музей-усадьба Абрамцево и село Радонеж, где провёл детские годы основатель Троице-Сергиевой лавры — преподобный Сергий.
С середины XIX века на территории современного Хотькова существовало множество мелких мануфактур. До 1920-х годов просуществовали бумагопрядильная, шёлковая, молочная и миткалевая фабрики. Как правило, на таких фабриках трудилось не более двух десятков рабочих, а владелец был управляющим производством.
Существовала фабрика искусственного барашка. В производстве было занято 111 человек с 5 утра до 8 часов вечера. Обеденный перерыв на фабрике составлял 3 часа. Фольговый завод крестьян Базловых активно использовал механизацию. Шесть вальцовых станков и керосиновый двигатель позволял крестьянам делать серебряную фольгу. Владельцы завода стояли у станка вместе со своими наёмными рабочими.
Крестьяне, освоившие керамическое дело в мастерских Мамонтова, создавали артели по производству майолики. Работали они по эскизам художников, творивших в усадьбе Абрамцево.
В 2006—2019 годах являлся центром городского поселения Хотьково Сергиево-Посадского муниципального района.

## Население
| 1890    | 1926    | 1939    | 1959    | 1967    | 1970    | 1979    | 1989    |
| ------- | ------- | ------- | ------- | ------- | ------- | ------- | ------- |
| 616     | ↗712    | ↗7257   | ↗14 341 | ↗16 000 | ↗18 192 | ↗22 140 | ↗23 343 |
| 1992    | 1996    | 1998    | 2000    | 2001    | 2002    | 2003    | 2005    |
| ↗23 400 | ↘22 800 | ↘22 500 | ↘22 200 | ↘22 000 | ↘20 957 | ↗21 000 | ↘20 600 |
| 2006    | 2007    | 2008    | 2009    | 2010    | 2011    | 2012    | 2013    |
| ↘20 500 | ↘20 300 | ↘20 200 | ↘19 975 | ↗21 505 | ↘21 500 | ↗21 536 | ↗21 768 |
| 2014    | 2015    | 2016    | 2017    | 2018    | 2019    | 2020    | 2021    |
| ↘21 697 | ↘21 687 | ↘21 538 | ↘21 444 | ↘21 349 | ↘21 236 | ↗21 319 | ↘20 466 |
| 2023    | 2024    |         |         |         |         |         |         |
| ↗20 515 | ↘20 468 |         |         |         |         |         |         |

На 1 января 2025 года по численности населения город находился на 641-м месте из 1124 городов Российской Федерации.

## Экономика
Основные предприятия города специализируются на производстве электроизоляционных материалов: ПАО «Электроизолит» и ЗАО «Диэлектрик». На заводе «Про-Аква» выпускаются полипропиленовые трубы. Имеются также заводы теплоизоляционных материалов, листопрокатный, мостовых конструкций; ткацкая фабрика, фабрика резных и художественных изделий (см. абрамцево-кудринская резьба по дереву).
Также в городе расположен Центральный НИИ специального машиностроения (углепластиковые конструкции).

## Достопримечательности
- Никольский собор. Большой краснокирпичный собор, способный вместить 2000 человек. Построен в 1904 г. к 600-летию монастыря. В советские годы там находились общежития и цеха заводов, в настоящее время обитель восстанавливается.
- Театр юного зрителя;
- Парк Победы,
- Краеведческий музей на городской площади напротив входа в монастырь.
- Покровский Хотьков монастырь

## Монастырь
Ансамбль женского Покровского Хотькова монастыря представлен зданиями XVIII—XIX веков, из них главные — Покровский собор (перестроена в 1816 г.) в стиле ампир и Никольский собор (1904) в русско-византийском стиле. В монастыре иночествовали отрок Варфоломей из Радонежа и его брат Стефан. Монастырь знаменит могилами родителей Сергия Радонежского, Кирилла и Марии; их мощи, покоящиеся в Покровском соборе, превратились в главную местную святыню. После революции монастырь был закрыт и восстановлен в 1992 году.

## Транспорт
Железнодорожная станция соединяет город с Москвой, Сергиевым Посадом, Пушкино, Красноармейском, Мытищами, Ивантеевкой.
С автовокзала города автобусы ходят в Дмитров, Абрамцево, Сергиев Посад, Москву, Васильевское, Жучки, Ярыгино, Турково.

## Образование
- Абрамцевский художественно-промышленный колледж имени В. М. Васнецова[31]

В городе располагается 2 отделения средних общеобразовательных школ :
- МБОУ СОШ № 1

- МБОУ СОШ № 5[32]

## Политическая и социальная жизнь в городе в 2010 году
В конце октября 2010 года в Хотькове трудовыми мигрантами был убит уроженец города, Павел Капралов. 4 ноября состоялось стихийное выступление жителей города, которые требовали «выдворить трудовых мигрантов» из города и перекрыли центральную улицу. По данным УВД Хотьково ситуацию создали приехавшие пьяные мигранты из Средней Азии, огорчённые отказом в приёме на работу. 5 ноября все трудовые мигранты покинули город. Но через месяц, действующая глава г. Хотьково г-жа Тихомирова, без объявления, разрешила мигрантам вернуться в город и продолжить то, чем они занимались до этого инцидента.
Для оценки ситуации в город приехали член Общественной палаты России Александр Брод, председатель общественной организации «Гражданские силы» Валерий Иванковский и глава Федерации мигрантов России Маджумдер Амин. Александр Брод заявил, что ситуация в городе на первый взгляд является настоящей бытовой ксенофобией. Согласно Александру Броду, почвой же для роста межэтнической напряжённости в городе является тяжёлое экономическое и социальное положение его жителей и бездействие местных властей для решения этих вопросов. Президент Федерации мигрантов России заявил: «Мы видели недовольство людей в основном не мигрантами, а местными органами власти, которые не осуществляют свою работу» . Члены комиссии порекомендовали местным властям в короткие сроки решить вопросы, связанные с экономическим благосостоянием жителей города. Ситуация в Хотьково была взята на общественный контроль Общественной палатой РФ, но так и не решена по сей день.

## Спорт
- В 1992—1994 годах город был представлен клубом в высшей лиге Чемпионата России по футболу среди женщин — «Россия»[37].

## Известные уроженцы, жители
В Хотьково жил до своей кончины Гуральник, Аркадий Ильич (1931—1999) — советский и российский шашечный композитор.
В Хотьково родился известный ведущий детских программ Сергей Супонев (1963—2001).